# Belalp
Belalp is een Alp en een vakantienederzetting in de gemeente Naters in het district Brig van het kanton Wallis in Zwitserland. De Belalp ligt 5 kilometer ten noorden van Naters aan de zuidflank van de Unterbächhorn en de Sparrhorn. 

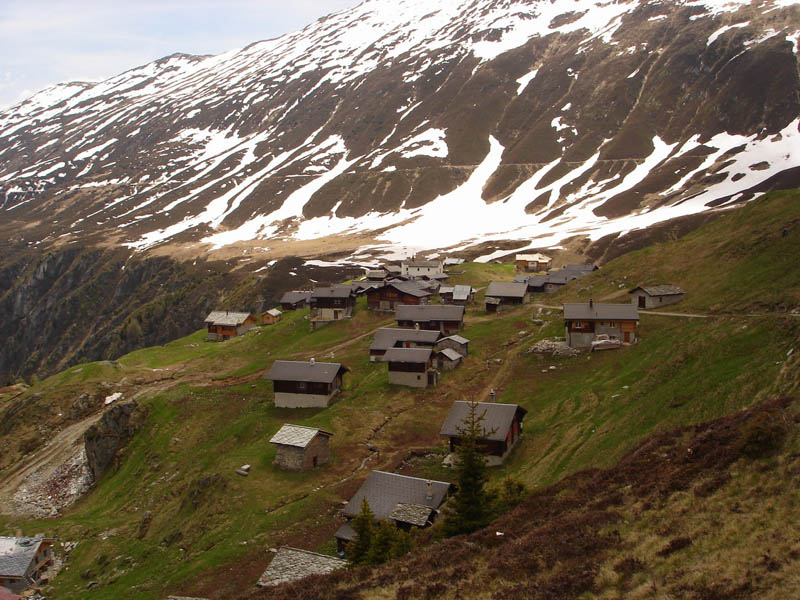
Bäll
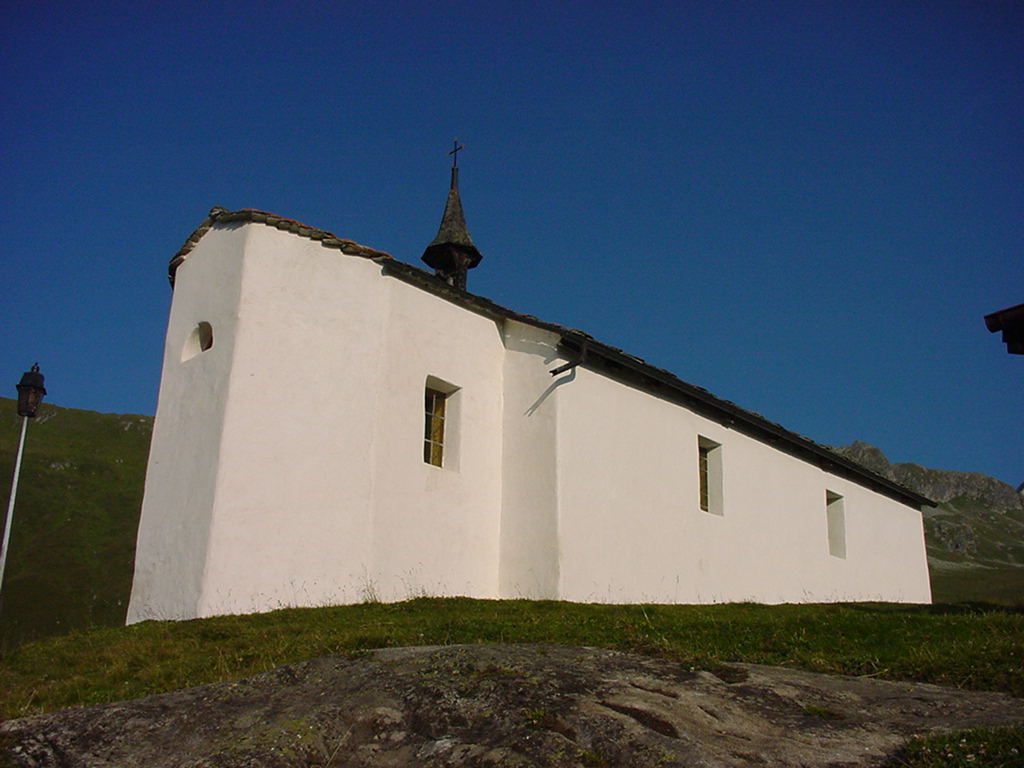
Kapel op de alp Bäll
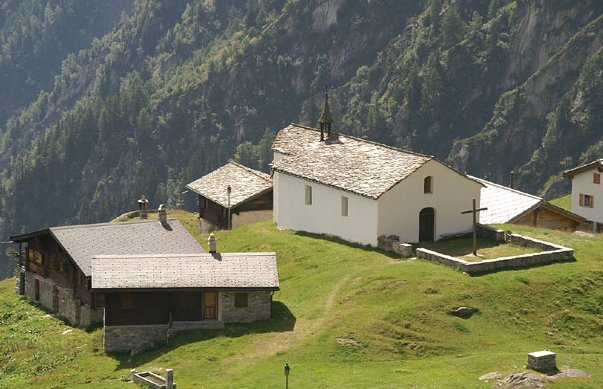
Kapel